# Station Épierre-Saint-Léger
Station Épierre - Saint-Léger is een spoorwegstation in de Franse gemeente Épierre.